# 高线

三角形的三条高线，它们交于一点，称为垂心

在数学中，三角形的高线（或称高、垂线）是指过它的一个顶点并垂直于对边的直线，或这条直线上从顶点到与对边所在直线的交点之间的线段。高线与对边所在之直線的交点称为垂足。过一个顶点的高线的长度被称为三角形在这个顶点上的高，而对应的对边称为底边，其长度称为底。
三角形的三条高线交于一点，该点称为三角形的垂心，一般记作{\displaystyle H}。

## 高线与垂心

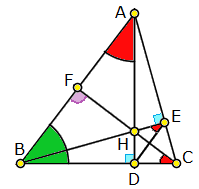

任意一个三角形的三条高线交于一点，称为该三角形的垂心。证明如下：
设有三角形{\displaystyle ABC}。过顶点{\displaystyle A}做{\displaystyle BC}的高线交{\displaystyle BC}于点{\displaystyle D}，过顶点{\displaystyle B}做{\displaystyle AC}的高线交{\displaystyle AC}于点{\displaystyle E}；直线{\displaystyle AD}和{\displaystyle BE}交于点{\displaystyle H}（如右图）。只需证明直线{\displaystyle CH}垂直于{\displaystyle AB}，就证明了{\displaystyle CH}是过{\displaystyle C}点的高线，即三条高线相交于一点{\displaystyle H}。因为欧氏几何中，给定一點與一直線，只存在一條直線過这个定點並與給定的直線垂直。
下证{\displaystyle CH}垂直于{\displaystyle AB}。设{\displaystyle CH}和{\displaystyle AB}的交点为{\displaystyle F}。由于角{\displaystyle AEB}和角{\displaystyle ADB}（右图中蓝色角）都是直角，{\displaystyle A}、{\displaystyle B}、{\displaystyle D}、{\displaystyle E}四点共圆，同理，{\displaystyle C}、{\displaystyle D}、{\displaystyle H}、{\displaystyle E}四点共圆。所以角{\displaystyle DCH}等于角{\displaystyle DAB}，角{\displaystyle DCH}等于角{\displaystyle DEB}等于角{\displaystyle DAB}（红色角相等）。
然而角{\displaystyle DAB}与角{\displaystyle ABD}（绿色角）的和是90度，所以角{\displaystyle DCH}与角{\displaystyle ABD}的和也是90度，即角{\displaystyle FCB}与角{\displaystyle FBC}的和是90度。因此三角形{\displaystyle BCF}是直角三角形，角{\displaystyle BFC}（紫色角）是直角。也就是说{\displaystyle CH}垂直于{\displaystyle AB}。因此三角形的三条高线交于一点{\displaystyle H}。证毕。
垂心坐标为{\displaystyle ({\frac {\begin{vmatrix}x_{2}x_{3}+y_{2}y_{3}&1&y_{1}\\x_{3}x_{1}+y_{3}y_{1}&1&y_{2}\\x_{1}x_{2}+y_{1}y_{2}&1&y_{3}\end{vmatrix}}{\begin{vmatrix}x_{1}&y_{1}&1\\x_{2}&y_{2}&1\\x_{3}&y_{3}&1\end{vmatrix}}},{\frac {\begin{vmatrix}x_{2}x_{3}+y_{2}y_{3}&x_{1}&1\\x_{3}x_{1}+y_{3}y_{1}&x_{2}&1\\x_{1}x_{2}+y_{1}y_{2}&x_{3}&1\end{vmatrix}}{\begin{vmatrix}x_{1}&y_{1}&1\\x_{2}&y_{2}&1\\x_{3}&y_{3}&1\end{vmatrix}}})}

## 性质

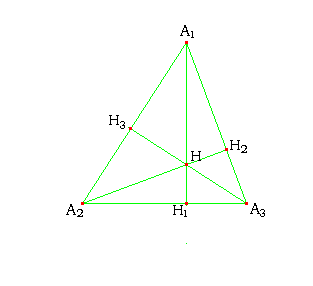
三条高线交于垂心

- 三角形的高可以用来计算其面积：三角形的面积{\displaystyle S}等于过一个顶点的高乘以对边的长度再除以2：
{\displaystyle S={\frac {ah_{a}}{2}}}

其中{\displaystyle a}为某一条边的边长，{\displaystyle h_{a}}为所对的顶点的高。 
- 如果三角形{\displaystyle ABC}是等腰三角形，{\displaystyle AB=AC}，那么过{\displaystyle A}点的高线与过{\displaystyle A}点的中线和角平分线重合。
- 直角三角形的垂心是斜边所对的顶点。如果三角形{\displaystyle ABC}是直角三角形，其中角{\displaystyle ACB}是直角，那么过{\displaystyle A}点的高线是{\displaystyle AC}，过{\displaystyle B}点的高线是{\displaystyle BC}。三角形的垂心就是点{\displaystyle C}。
- 锐角三角形的垂心在三角形内部；钝角三角形的垂心在三角形外部。
- 欧拉定理断言，三角形的重心{\displaystyle G}、外心{\displaystyle O}和垂心{\displaystyle H}共线（称为欧拉线），并且重心是连接外心和垂心的线段的一个三等分点：{\displaystyle HG=2GO}
- 垂心将高线分成的两段的乘积相等：如右图中，{\displaystyle A_{1}H\times HH1=A_{2}H\times HH_{2}=A_{3}H\times HH_{3}}
- 三角形的垂心到一边的距离，等于这边上的高线的延长线从垂足到外接圆的长度。
- 外心{\displaystyle O}和垂心{\displaystyle H}为等角共轭点。
- 三角形的三个垂足都在九点圆的圆周上。每个顶点和垂心所连成的线段的中点也在九点圆上。实际上，九点圆的九个点就是三边的中点和以上的六个点。九点圆的圆心也在欧拉线上，并且在垂心到外心的线段的中点。此外九点圆平分垂心与外接圆上的任一点的连线。
- 一个三角形{\displaystyle ABC}的三个顶点{\displaystyle A}、{\displaystyle B}、{\displaystyle C}和它的垂心{\displaystyle H}构成一个垂心组： {\displaystyle A}、{\displaystyle B}、{\displaystyle C}、{\displaystyle H}。也就是说，这四点中任意的三点的垂心都是第四点。

## 垂心的垂足三角形

三角形是三角形的垂心的垂足三角形，它的内心正是'的垂心。

过平面上一点{\displaystyle P}分别做垂直于三角形每条边的垂线，与这条边相交于一点（垂足）。这三个点连成的三角形称为点{\displaystyle P}的垂足三角形。垂心{\displaystyle H}的垂足三角形是{\displaystyle H_{1}H_{2}H_{3}}。{\displaystyle H}是三角形{\displaystyle H_{1}H_{2}H_{3}}的内心，而三角形{\displaystyle A_{1}A_{2}A_{3}}的三个顶点是三角形{\displaystyle H_{1}H_{2}H_{3}}的三个旁心。
锐角三角形{\displaystyle A_{1}A_{2}A_{3}}的所有内接三角形中，有最小周长的是垂心{\displaystyle H}的垂足三角形{\displaystyle H_{1}H_{2}H_{3}}。如果一束光从三角形的某一个高线垂足{\displaystyle H_{1}}、{\displaystyle H_{2}}或{\displaystyle H_{3}}出发沿着三角形{\displaystyle H_{1}H_{2}H_{3}}的边的方向射出，那么它的光路将是闭合的，也就是三角形{\displaystyle H_{1}H_{2}H_{3}}。这个性质仅对于垂心的垂足三角形成立：如果从三角形某一边某一点出发的光线经过反射能形成一个三角形的闭合光路，那么这个光路必然是三角形{\displaystyle H_{1}H_{2}H_{3}}。
垂心H 的垂足三角形的各个边分别平行于三角形的外接圆在各个顶点处的切线。
在三角形{\displaystyle A_{1}A_{2}A_{3}}中，三角形{\displaystyle A_{1}H_{2}H_{3}}、三角形{\displaystyle H_{1}A_{2}H_{3}}和三角形{\displaystyle H_{1}H_{2}A_{3}}的外接圆交于一点，这点就是{\displaystyle A_{1}A_{2}A_{3}}的垂心{\displaystyle H}。

## 高线的长度
过三角形某一顶点的高线的长度称为过这点的高或这一点上的高。三角形{\displaystyle ABC}的三个顶点 {\displaystyle A}、{\displaystyle B}、{\displaystyle C}上的高通常分别记作{\displaystyle h_{a}}、{\displaystyle h_{b}}、{\displaystyle h_{c}}。它们可以用三角形三边的边长{\displaystyle a}、{\displaystyle b}、{\displaystyle c}（分别是顶点{\displaystyle A}、{\displaystyle B}、{\displaystyle C}的对边：{\displaystyle BC}、{\displaystyle CA}和{\displaystyle AB}的长度）来表示：
{\displaystyle h_{a}={\frac {2{\sqrt {s(s-a)(s-b)(s-c)}}}{a}}.}
{\displaystyle h_{b}={\frac {2{\sqrt {s(s-a)(s-b)(s-c)}}}{b}}.}
{\displaystyle h_{c}={\frac {2{\sqrt {s(s-a)(s-b)(s-c)}}}{c}}.}
其中s是三角形的半周长：{\displaystyle 2s=a+b+c}。这三个关系式可以通过海伦公式：
{\displaystyle S={\sqrt {s(s-a)(s-b)(s-c)}}}
以及三角形的面积公式：{\displaystyle S={\frac {ah_{a}}{2}}}推出来。

### 高与内切圆半径
三角形内切圆的半径{\displaystyle r}与三个顶点上的高{\displaystyle h_{a}}、{\displaystyle h_{b}}、{\displaystyle h_{c}}有如下的关系：
而三角形的三个旁切圆的半径也和高有类似的关系：
其中的{\displaystyle r_{a}}、{\displaystyle r_{b}}、{\displaystyle r_{c}}分别指圆心在三个顶点{\displaystyle A}、{\displaystyle B}、{\displaystyle C}射出的内角平分线上的旁切圆{\displaystyle J_{a}}、{\displaystyle J_{b}}、{\displaystyle J_{c}}的半径。

### 反海龍公式
如果设{\displaystyle h_{s}={\frac {h_{a}^{-1}+h_{b}^{-1}+h_{c}^{-1}}{2}}}，那么有以下类似于海龍公式的三角形面积公式：
{\displaystyle A^{-1}=4{\sqrt {h_{s}(h_{s}-h_{a}^{-1})(h_{s}-h_{b}^{-1})(h_{s}-h_{c}^{-1})}}.}

### 高與外切圓半徑和面積之關係
令{\displaystyle a,b,c}是與三高{\displaystyle h_{a},h_{b},h_{c}}成反比的一組數字：
「三高線之三角形」的外切圓半徑可以表示為此：
{\displaystyle R={\frac {abc^{2}h_{c}}{8(S_{abc})^{2}}}}
「三高線之三角形」的面積可以表示為此：
{\displaystyle S={\frac {(ch_{c})^{2}}{4(S_{abc})^{2}}}}
。證明在下方。

### 高與外切圓半徑、面積之證明
令{\displaystyle a_{0}:b_{0}:c_{0}=h_{a}^{-1}:h_{b}^{-1}:h_{c}^{-1}}，將 {\displaystyle a_{0},b_{0},c_{0}}形成一與原三角形相似的三角形
我們可知當 {\displaystyle s={\frac {a_{0}+b_{0}+c_{0}}{2}}} 時，{\displaystyle S_{a_{0}b_{0}c_{0}}={\sqrt {s(s-a_{0})(s-b_{0})(s-c_{0})}}}
由上可得{\displaystyle h_{c_{0}}={\frac {2S_{a_{0}b_{0}c_{0}}}{c_{0}}}}，因此兩三角形之比值{\displaystyle r={\frac {h_{c}}{h_{c_{0}}}}={\frac {c_{0}h_{c}}{2S_{a_{0}b_{0}c_{0}}}}}
故原三角形ABC中{\displaystyle a=a_{0}r}，{\displaystyle b=b_{0}r}，{\displaystyle c=c_{0}r}
所以外切圓半徑{\displaystyle R={\frac {ab}{2h_{c}}}={\frac {r^{2}a_{0}b_{0}}{2h_{c}}}={\frac {({\frac {c_{0}h_{c}}{2S_{a_{0}b_{0}c_{0}}}})^{2}a_{0}b_{0}}{2h_{c}}}={\frac {abc^{2}h_{c}}{8(S_{abc})^{2}}}}
而面積S則為{\displaystyle S=S_{a_{0}b_{0}c_{0}}r^{2}=S_{a_{0}b_{0}c_{0}}({\frac {c_{0}h_{c}}{2S_{a_{0}b_{0}c_{0}}}})^{2}={\frac {(ch_{c})^{2}}{4(S_{abc})^{2}}}}